# Неассоциативная алгебра
Неассоциативная алгебра — алгебра над полем, в которой операция бинарного умножения не предполагается ассоциативной. Например, неассоциативны алгебры Ли (в общем случае), йордановы алгебры, алгебра октонионов и трёхмерное евклидово пространство, снабжённое операцией векторного произведения.
Неассоциативные алгебры могут обладать единицей, такова, например, алгебра октонионов, при этом в алгебрах Ли единица невозможна.
Структуру неассоциативной алгебры {\displaystyle A} над полем {\displaystyle K} можно изучить, связав её с другими ассоциативными алгебрами, которые являются подалгебрами полной алгебры {\displaystyle K}-эндоморфизмов {\displaystyle A} как {\displaystyle K}-векторного пространства. Две из них — это алгебра дифференцирований и (ассоциативная) универсальная обёртывающая алгебра, причём последняя в некотором смысле является наименьшей ассоциативной алгеброй, содержащей {\displaystyle A}.
Основные результаты распространяются и на неассоциативные алгебры над коммутативным кольцом с единицей. Если структура подчиняется всем аксиомам кольца, кроме ассоциативности (например, любая R-алгебра), то она, естественно, является {\displaystyle \mathbb {Z} }-алгеброй, поэтому некоторые авторы называют неассоциативную {\displaystyle \mathbb {Z} }-алгебру неассоциативным кольцом.
Кольцевые структуры с двумя бинарными операциями и без других ограничений представляют собой широкий класс, слишком общий для изучения. По этой причине наиболее известные виды неассоциативных алгебр удовлетворяют тождествам или свойствам, которые накладывают ограничения на умножение.